# Edificio Grande São Paulo
El Edificio Grande São Paulo es un rascacielos de la ciudad de São Paulo, Brasil, que tiene 129 metros de altura, cuarenta pisos y su construcción terminó en el año 1971.
El edificio está situado entre el Vale do Anhangabaú (en español:Valle de Anhangabaú) y la calle Rua Libero Badaró, la entrada de la calle es en el piso superiorde lo que se encuentra por encima de la otra que se ay en elen valle.
Su uso es de oficinas, albergando muchas empresas incluyendo algunas de la prefectura de São Paulo.